# Старуня
Стару́ня — село в Україні, у Богородчанській селищній громаді Івано-Франківського району Івано-Франківської області, в передгір'ї Горганів.

## Історія
На території села знайдено 17 давніх людських поселень, які датуються VII—V тисячоліттям до нашої ери, а також фрагменти кераміки та кам'яні вироби. На думку вчених, саме наявність сировини для виготовлення знарядь праці, сприятливий клімат, водні ресурси, багата фауна і рослинність привабили давню людину в цю місцевість.
Перша письмова згадка походить з грамоти 1378 року, коли князь опольський Володислав подарував село за вірну службу Некрі.
Королівська люстрація 1565 року в селі зафіксувала імена і прізвища двох власників стад худоби.
За версією деяких істориків, саме у Старуні опришки Олекси Довбуша заховали скарби, здобуті у Богородчанському замку. З кінця XIX ст. в Старуні діяла шахта озокериту.

## Місцеві пам'ятки

### Грязьовий вулкан

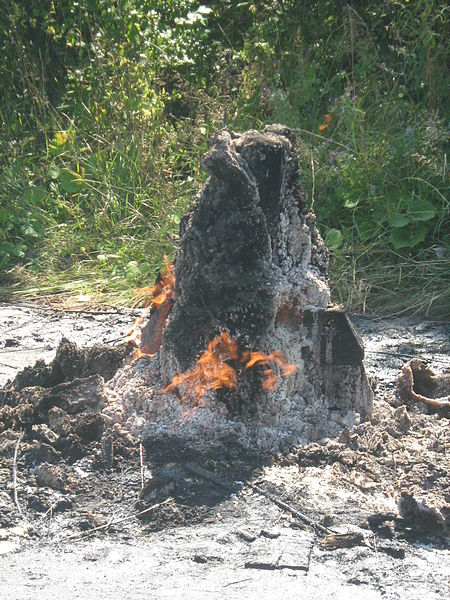
Постійно палаючий газовий фонтан неподалік грязьового вулкану

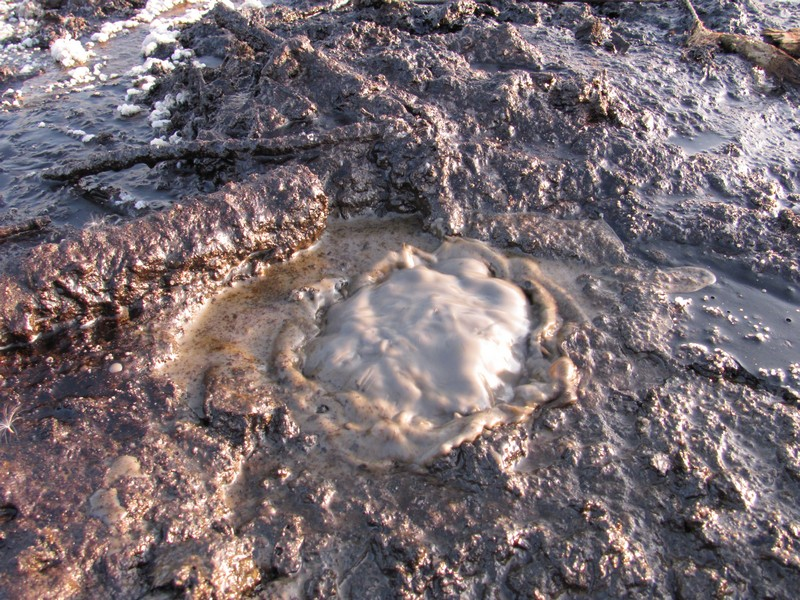
Грязьовий вулкан в селі Старуня

В селі Старуня є грязьовий вулкан. Геологічна пам'ятка природи — єдиний і унікальний не тільки у Карпатському регіоні, але й у світі. Своїм виникненням він зобов'язаний насамперед людям. Понад століття тому тут почали розробляти нафтові та озокеритні родовища. Ґрунтові води, насичені киснем, тепер проникають углиб землі на тисячу метрів, викликають окислення нафти, що й дає той приплив теплової енергії, яка живить вулкан.
Вперше вулкан проявив себе 1977 року після землетрусу в горах Вранча в Румунії та сягав висоти 3 м. Тоді на конусоподібному пагорбі діаметром близько 50 м з'явилися перші кратери, з яких вихлюпувалися рідина, грязі та газ. Відтоді вулкан «дихає» через десятки менш активних міні-кратерів і зараз у рельєфі нагадує грязеву пляму. Сьогодні вулкан має 8 кратерів і 12 непостійних мікрократерів, які виділяють газ, воду, глинисту пульпу, інколи нафту або її складники. Водночас наявні на території Старунського вулкану озокерит, гарячі грязі, води високої мінералізації мають цінні лікувальні властивості.
Науковці мають декілька точок зору на причини виникнення цього геологічного дива. За однією з гіпотез, вулкан утворився на так званій антиклінальній складці, тобто випуклій структурі, яка має кілька розломів земної кори. Внаслідок певних фізико-хімічних процесів на глибині 600—1000 метрів і відбуваються виверження грязей, мінеральної води, розсолів. Тут також утворюються сполуки свинцю, цинку, є прояви новітньої тектоніки, молодих рухів земної кори. За перших 7 років ця територія піднялася на 1 метр.

### Палеонтологічні знахідки льодовикової доби

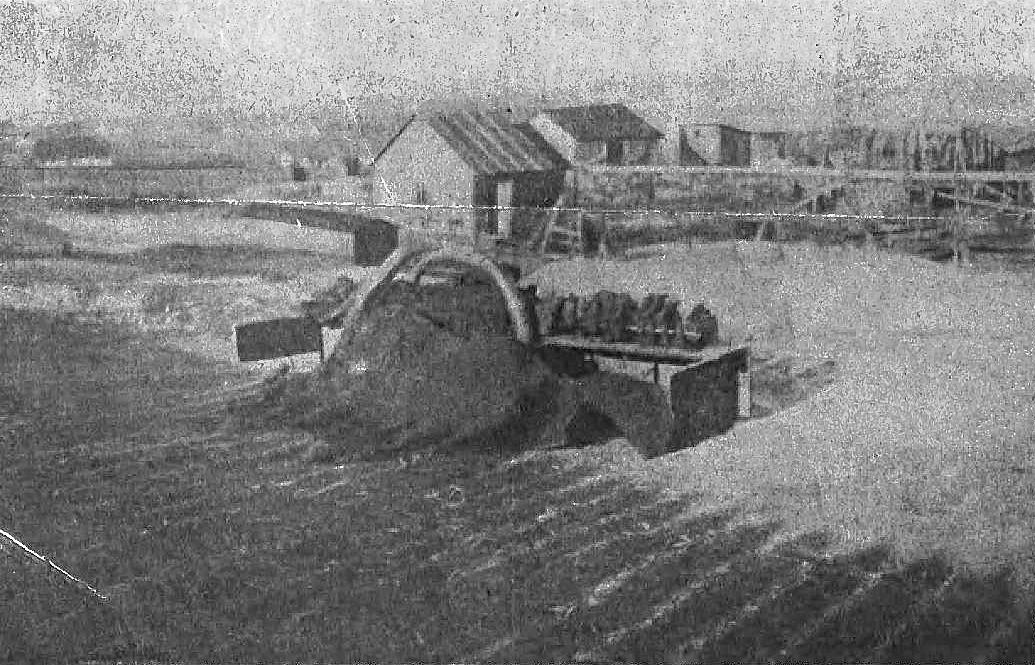
Викопні знахідки в Старуні, 1907 рік

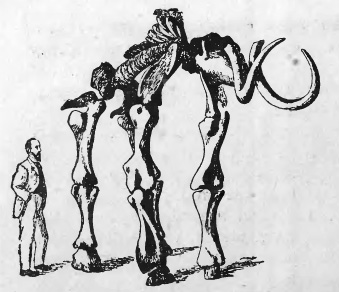
Скелет мамута зі Старуні; на костях місцями присохле м ' ясо і шкіра: коло скелету намальована фігура чоловіка для порівняння висоти

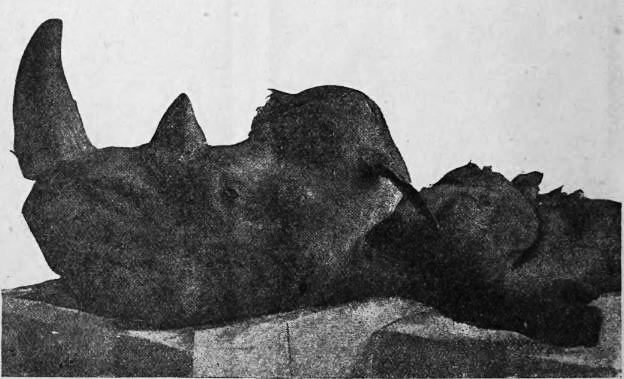
Ціла голова зі шкірою носорога, викопана в селі Старуні

#### Мамутта супутня фауна.
5 жовтня 1907 року під час підземних робіт у копальні озокериту, яка належала німецькій фірмі братів Кампе, на глибині 12,5 м знайшли бальзамоване тіло мамута (Elephas primigenius Blmb.). Знахідці спершу не надали значення, а робітники розтягли по домівках частину шкури, використавши її на пошиття постолів. Лише згодом про мамута доповіли владі в Богородчанах, яка, в свою чергу, повідомила науковців. Після проведених наукових досліджень видобуті рештки мамута 7 листопада 1907 року перевезли до музеюДідушицьких у Львові (тепер — Державний природознавчий музей НАН України).
У шлунку тварини навіть знайшли трав'янисті рослини, спожиті перед загибеллю. У колекціях Державного природознавчого музею НАН України у Львові також наявні 608 пробірок із плейстоценовими безхребетними, знайденими разом із мамутом.
Наприкінці жовтня 1907 року доктор Т. Вісьньовський виголосив на засіданні Польського товариства натуралістів імені М. Коперника у Львові наукове повідомлення «Про мамута в Старуні».

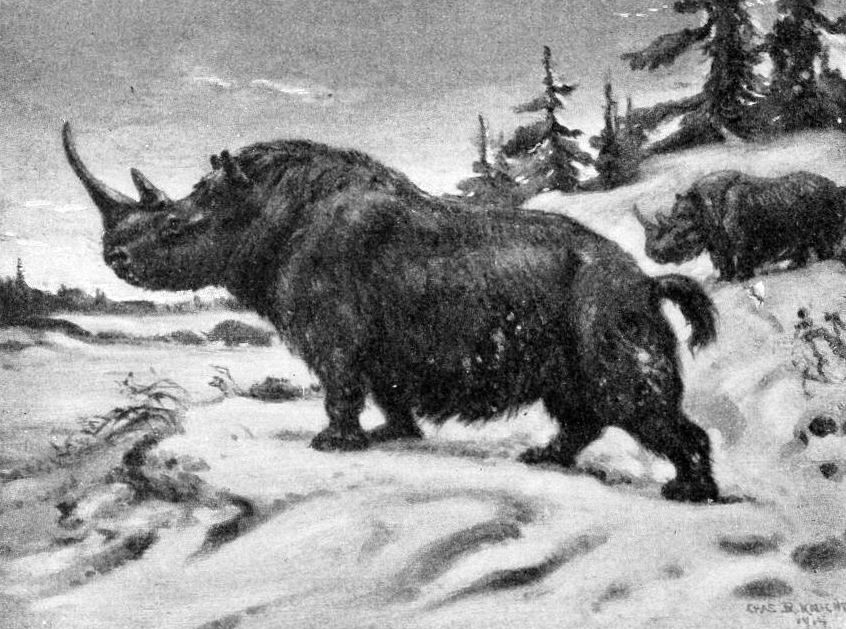
Волохатий носоріг (Coelodonta antiquitatis).

#### Носоріг
6 листопада 1907 року у тій самій копальні на глибині 17,6 м знайдено великий фрагмент забальзамованого волохатого носорога (Rhinoceros antiquitatis Blmb.). Після цього розкопки в копальні тривали до 25 листопада, але не дали нових результатів. Знахідку 24 липня 1908 року перевезли до музею ім. Дідушицьких. Тут її разом із мамонтом передали до палеонтологічних зборів і розмістили в одній із найбільших зал 2-го поверху.

#### Подальші дослідження

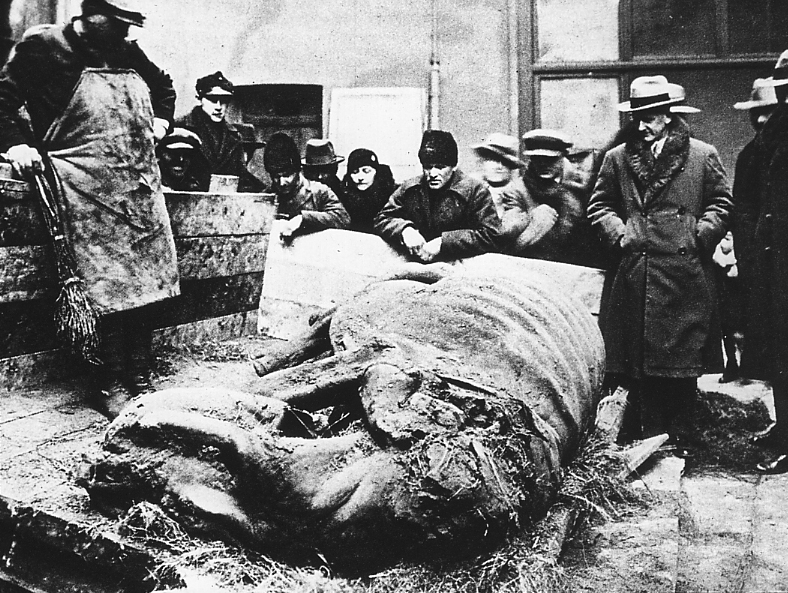
Туша зі шкірою носорога, яку було знайдено в асфальтових покладах на нафтовому родовищі у Старуні, 1929 рік.

1914 — у Кракові вийшло 2-томне зібрання праць кількох докторів наук під назвою «Wykopaliska Staruńskie».
1929 — експедиція Польської Академії Наук знайшла в околицях Старуні ще одного забальзамованого волохатого носорога (вік — 24 тисячі років), а також рештки інших тварин льодовикової доби: первісного бика, коня, сарни, песця (загалом в околицях Старуні знайдено 4 бальзамовані туші волохатих носорогів).
Більшість знахідок 1929 року зберігаються у музеї Ягеллонського університету в Кракові.
Палеонтологічні дослідження околиць Старуні відновили 1976 року. Завдяки професорам Івано-Франківського інституту нафти та газу Надії Білоус та Веніаміну Кляровському території площею 60 га надано статус геологічної пам'ятки загальнодержавного значення. Згодом створили Старунський геодинамічний полігон (до його складу ввійшов і грязьовий вулкан).
З травня 2004 року розпочалися спільні українсько-польські наукові дослідження геодинамічного полігону. Польські професори Мацей Котарба та Стефан Александрович використали для цього сучасну геологічну, геохімічну та геофізичну апаратуру, відсутню в українських фахівців. Учасники українсько-польських експедицій розраховують знайти тіла мисливців доби пізнього палеоліту.
5-8 жовтня 2007 р. на Івано-Франківщині відбулася спеціальна наукова конференція, присвячена 100-річчю старунської знахідки.
Зусиллями науковців Івано-Франківського технічного університету нафти і газу та Старунською сільською радою розроблено інвестиційний науково-туристичний проект «Парк льодовикового періоду».

## Населення

### Мова
Розподіл населення за рідною мовою за даними перепису 2001 року:
| Мова       | Кількість | Відсоток |
| ---------- | --------- | -------- |
| українська | 1949      | 99.74%   |
| російська  | 5         | 0.26%    |
| Усього     | 1954      | 100%     |

## Корисні копалини

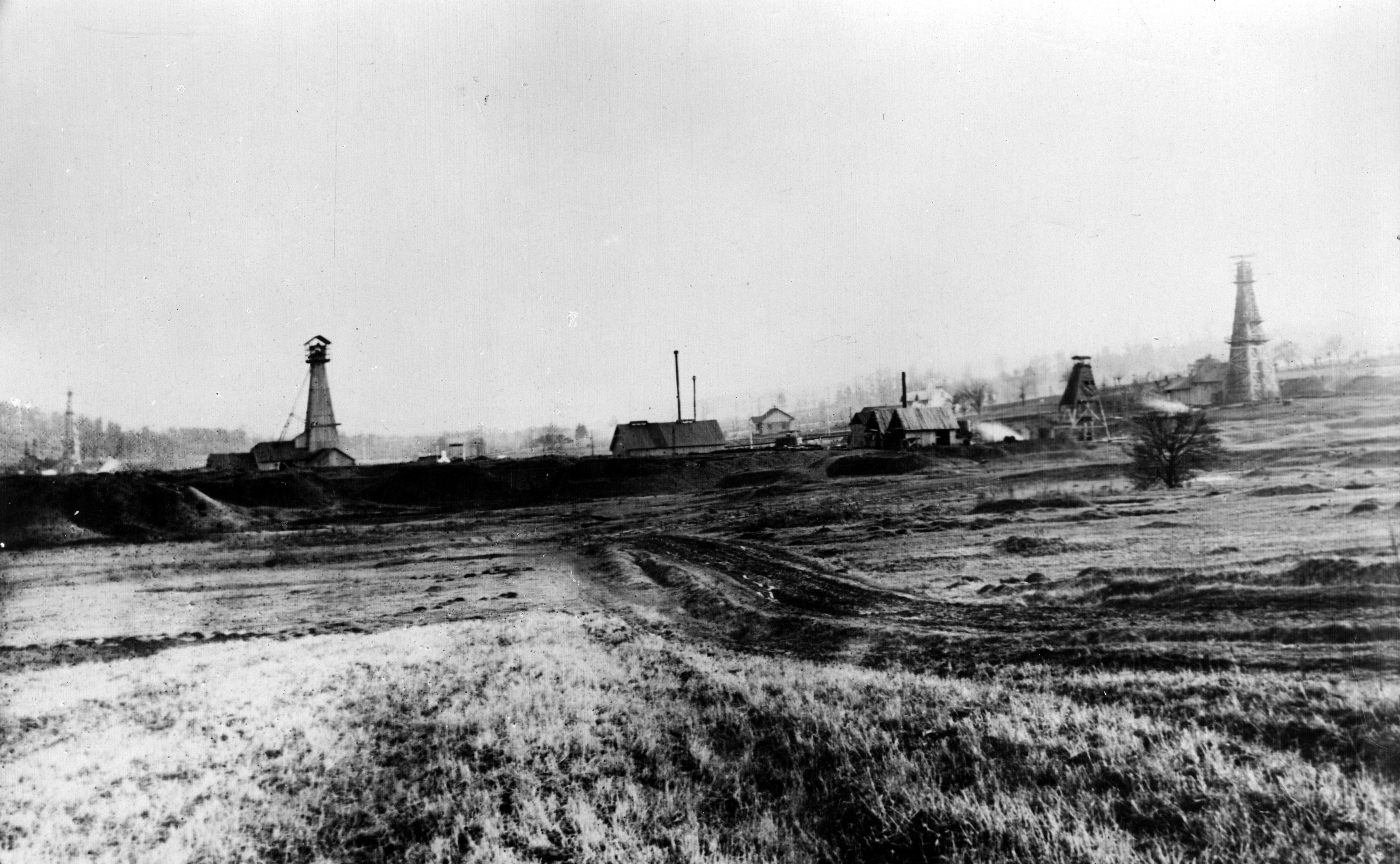
Копальня озокериту в Старуні.

Старунські землі загалом багаті на природні копалини. Окрім озокериту, сірки, мінеральних вод, калійної солі, тут давно видобувають нафту.
У селі є соляна криниця, глибина якої сягає приблизно 20 м, а концентрація солі у воді становить 70 ‰. У такому середовищі ніщо не виживе. Колись сюди за сіллю їздили з усіх довколишніх сіл.
За часів Польщі у Старуні сіллю лікували хвороби опорно-рухового апарату.
Є інформація, що в радянські часи в околицях Старуні знайдено родовище уранових руд. В усякому разі, ця місцевість характеризується унікальним для Прикарпаття радіаційним фоном (за неофіційними даними, може сягати до 60 мікрорентген на годину і вище), що зумовлено виявленим тут радоном та відкладами солей важких металів. На думку вчених, це місце за своєю геологічною природою не має аналогів в Європі. Саме тому Старуня є місцем «паломництва» багатьох науковців з України й з-за кордону.

## Народилися
- Гординський Омелян  — громадсько-політичний діяч, адвокат, сенатор Сейму Другої Речі Посполитої (5 каденція — 1938—1939 рр.);
- Лукань Роман — чернець-василіянин, історик, бібліотекар, журналіст;
- Симеон (Лукач) — єпископ блаженний. Пам'ятник споруджено біля дерев'яної церкви св. Параскеви, збудованої 1920 року;
- Рубен Фан — єврейський діяч[5], секретар Жидівської Національної Ради в ЗУНР[6];
- Чуфус Богдан Дмитрович — актор театру і кіно, телеведучий, народний артист України (2009).